# William Powell
William Horatio Powell, mais conhecido por William Powell (Pittsburgh, 29 de julho de 1892 — Palm Springs, 5 de março de 1984) foi um ator norte-americano, conhecido por seus papéis sofisticados e cínicos. 

## Biografia
William Powell foi filho único e desde cedo mostrava aptidão para interpretar. Em 1907 ele se mudou para Kansas City, no estado do Missouri.
Depois dos estudos secundários, Powell saiu de casa, aos 18 anos, e foi para Nova York, para cursar a AADA, ou American Academy of Dramatic Arts. Em 1912 ele concluiu a AADA, e trabalhou em algumas companhias de vaudeville e de teatro de repertório. Em 1915 ele se casou com Eileen Wilson, com quem teve seu único filho, William David Powell. Depois de várias experiências de sucesso em palcos da Broadway, ele começou em 1922 sua carreira em Hollywood. Seu primeiro papel principal foi como o detetive Philo Vance em The Canary Murder Case, em 1929.
Em 1930, ele e Eileen se divorciaram amigavelmente. Em 1931 ele se casou com a atriz Carole Lombard. Ficaram casados por apenas dois anos, divorciando-se em 1933. Mas mantiveram-se em bons termos e chegaram a estrelar juntos um filme alguns anos depois. 
Talvez o papel mais famoso de Powell tenha sido o de Nick Charles nos seis filmes da série Thin Man. O papel dava uma oportunidade perfeita para que Powell mostrasse seu charme e senso de humor sofisticados. Powell recebeu sua primeira indicação ao Oscar em 1934 por seu desempenho em Thin Man. Myrna Loy intepretou sua esposa em todos os filmes da série. Sua parceria com Powell constituiu uma das duplas mais prolíficas das telas de Hollywood: o casal apareceu junto em 14 filmes. 
Powell e Mirna também estrelaram o filme, que ganhou o Oscar de Melhor Filme de 1936, Ziegfeld - O criador de estrelas, no qual Powelll teve o papel título e Loy teve o papel de sua esposa, Billie Burke. No mesmo ano, ele também recebeu sua segunda indicação ao Oscar, pela comédia My Man Godfrey, que ele estrelou ao lado de Carole Lombard, que havia sido sua esposa.
Em 1935 ele estreou o filme Reckless com Jean Harlow, e se tornaram bons amigos. Logo a amizade se transformou em um romance sério, mas ela morreu antes que eles pudessem se casar. Sua tristeza com a morte dela, bem como a batalha com seu próprio câncer no intestino, fez com que ele diminuisse sua carga de trabalho.
Em 6 de janeiro de 1940 ele se casou com a atriz Diana Lewis, que ele chamava carinhosamente de Mousie, ou "Ratinha". O casal se conheceu três semanas antes de casar. Apesar disso, eles permaneceram casados até a morte de Powell em 1984.
Sua carreira desacelerou consideravelmente na década de 1940, apesar de em 1947 ter recebido sua terceira indicação ao Oscar pelo trabalho em Life with Father (filme). Seu último filme foi Mister Roberts, em 1955, com Henry Fonda. Apesar de muitas tentativas de fazê-lo retornar às telas, Powell recusou todas as ofertas, tão feliz estava com sua aposentadoria.
O filho de Powell, William David Powell tornou-se um redator e produtor para televisão, antes de cometer suicídio em 1968.
Powell morreu de ataque cardíaco em Palm Springs, California, em 1983, aos 91 anos de idade, mais de trinta anos após sua aposentadoria. Encontra-se sepultado no Desert Memorial Park, Cathedral City, Condado de Riverside, Califórnia nos Estados Unidos. Sua esposa, Diana Lewis, faleceu apenas em 1997.

## Filmografia
- 1955 - Mister Roberts

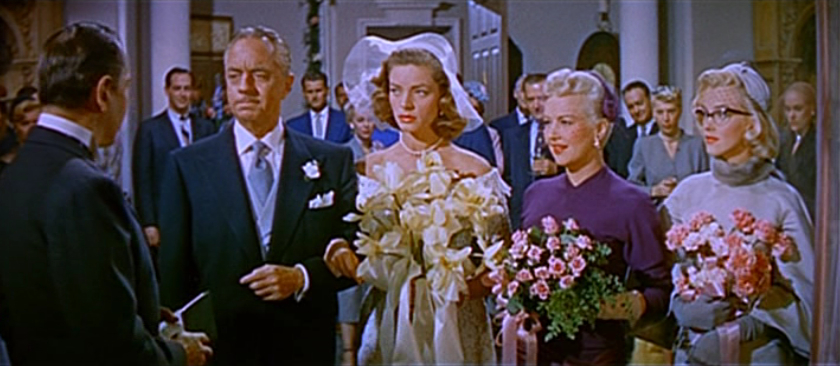
Com Lauren Bacall, Betty Grable e Marilyn Monroe em How to Marry a Millionaire (1953)

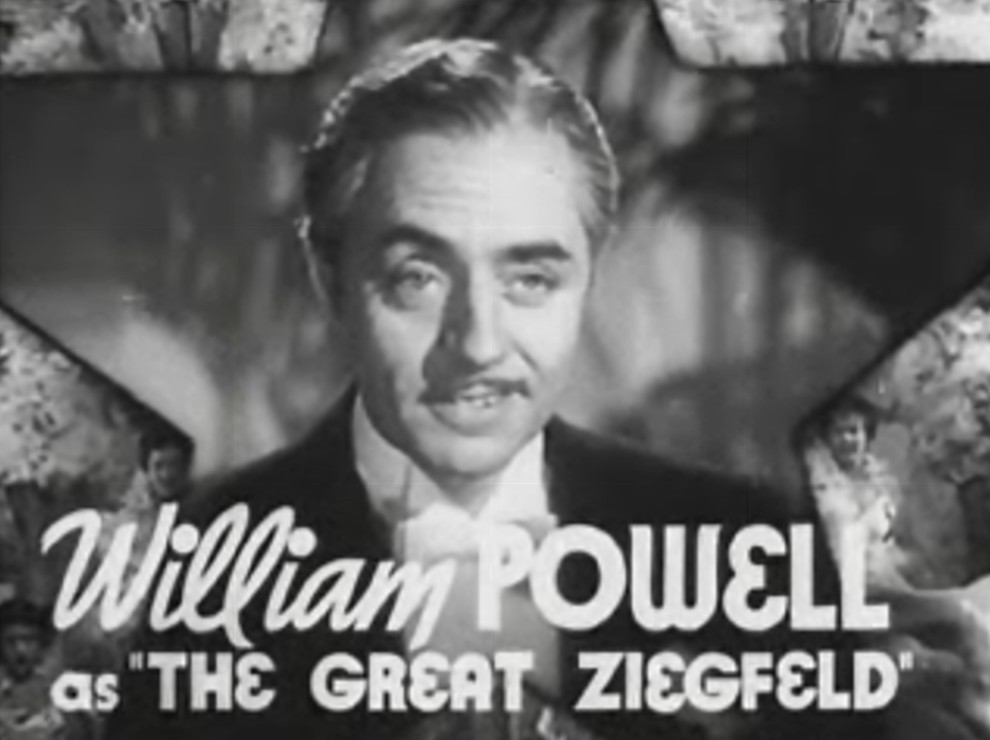
Em The Great Ziegfeld (1936)

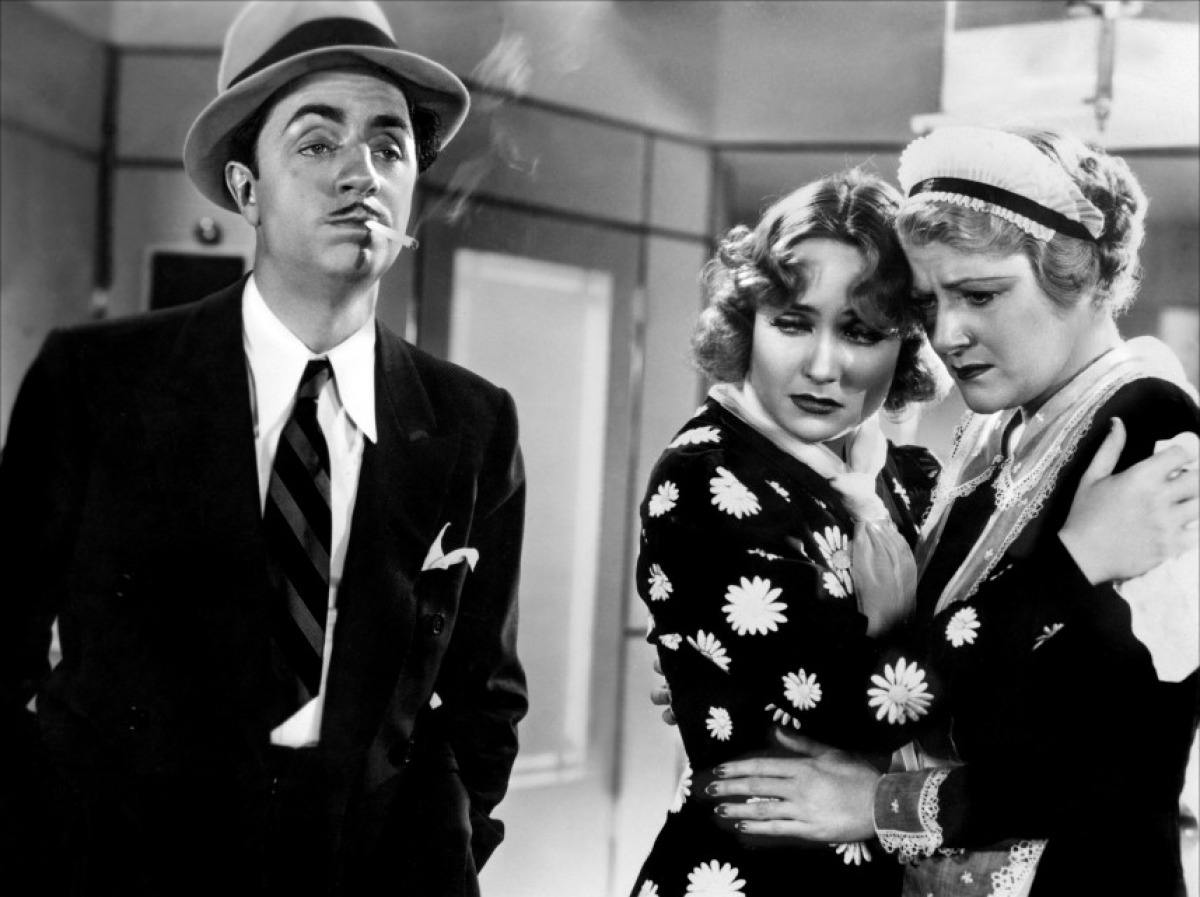
Com Carole Lombard em My Man Godfrey (1936)

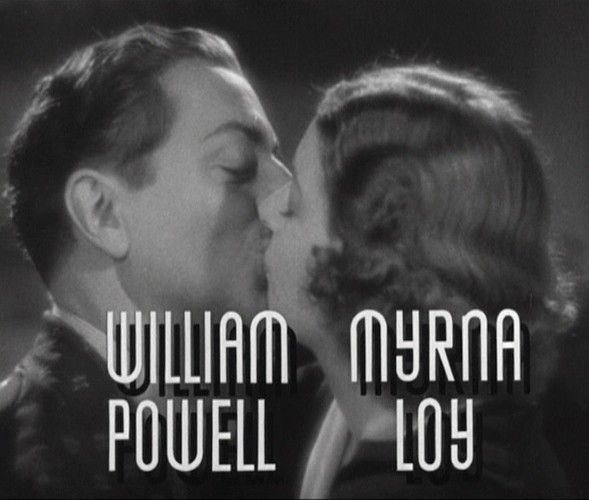
Em After the Thin Man (1936)

- 1953 - How to Marry a Millionaire
- 1953 - The Girl Who Had Everything
- 1952 - The Treasure of Lost Canyon
- 1951 - It's a Big Country
- 1949 - Dancing in the Dark
- 1949 - Take One False Step
- 1948 - Mr. Peabody and the Mermaid
- 1947 - The Senator Was Indiscreet'
- 1947 - Song of the Thin Man
- 1947 - Life with Father (filme)
- 1946 - The Hoodlum Saint
- 1946 - Ziegfeld Follies
- 1944 - The Thin Man Goes Home
- 1944 - The Heavenly Body
- 1942 - Crossroads
- 1941 - Shadow of the Thin Man
- 1941 - Love Crazy
- 1940 - I Love You Again
- 1939 - Another Thin Man
- 1938 - The Baroness and the Butler
- 1937 - Double Wedding
- 1937 - The Emperor's Candlesticks
- 1937 - The Last of Mrs. Cheyney
- 1936 - After the Thin Man
- 1936 - Libeled Lady
- 1936 - My Man Godfrey
- 1936 - The Ex-Mrs. Bradford
- 1936 - The Great Ziegfeld
- 1935 - Rendezvous
- 1935 - Escapade
- 1935 - Reckless
- 1935 - Star of Midnight
- 1934 - Evelyn Prentice
- 1934 - The Key
- 1934 - The Thin Man
- 1934 - Manhattan Melodrama
- 1934 - Fashions of 1934
- 1933 - The Kennel Murder Case
- 1933 - Double Harness
- 1933 - Private Detective 62
- 1932 - Lawyer Man
- 1932 - One Way Passage
- 1932 - Jewel Robbery
- 1932 - High Pressure
- 1931 - The Road to Singapore
- 1931 - Ladies' Man
- 1931 - Man of the World
- 1930 - For the Defense
- 1930 - Shadow of the Law
- 1930 - Paramount on Parade
- 1930 - The Benson Murder Case
- 1930 - Street of Chance
- 1930 - Behind the Make-Up
- 1929 - Pointed Heels
- 1929 - Charming Sinners
- 1929 - The Greene Murder Case
- 1929 - The Four Feathers
- 1929 - The Canary Murder Case
- 1928 - Interference
- 1928 - Forgotten Faces
- 1928 - The Vanishing Pioneer
- 1928 - The Dragnet
- 1928 - Partners in Crime
- 1928 - Feel My Pulse
- 1928 - Beau Sabreur
- 1928 - The Last Command
- 1927 - She's a Sheik
- 1927 - Nevada
- 1927 - Paid to Love
- 1927 - Time to Love
- 1927 - Señorita
- 1927 - Special Delivery
- 1927 - Love's Greatest Mistake
- 1927 - New York
- 1926 - The Great Gatsby
- 1926 - Tin Gods
- 1926 - Beau Geste
- 1926 - Aloma of the South Seas
- 1926 - The Runaway
- 1926 - Desert Gold
- 1926 - Sea Horses
- 1925 - White Mice
- 1925 - The Beautiful City
- 1925 - My Lady's Lips
- 1925 - Faint Perfume
- 1925 - Too Many Kisses
- 1924 - Romola
- 1924 - Dangerous Money
- 1923 - Under the Red Robe
- 1923 - The Bright Shawl
- 1922 - Outcast
- 1922 - When Knighthood Was in Flower
- 1922 - Sherlock Holmes